# بفانينستيل
بفانينستيل (بالإنجليزية: Pfannenstiel (Zürich))‏ هو أحد جبال سلسلة Pfannenstiel ويقع في كانتون زيورخ في سويسرا. يحتل المرتبة رقم 450 في قائمة جبال سويسرا من حيث الارتفاع، إذ يبلغ ارتفاعه حوالي 853 متر، بينما يبلغ ارتفاع نتوء الجبل 333 متر.

## معرض صور

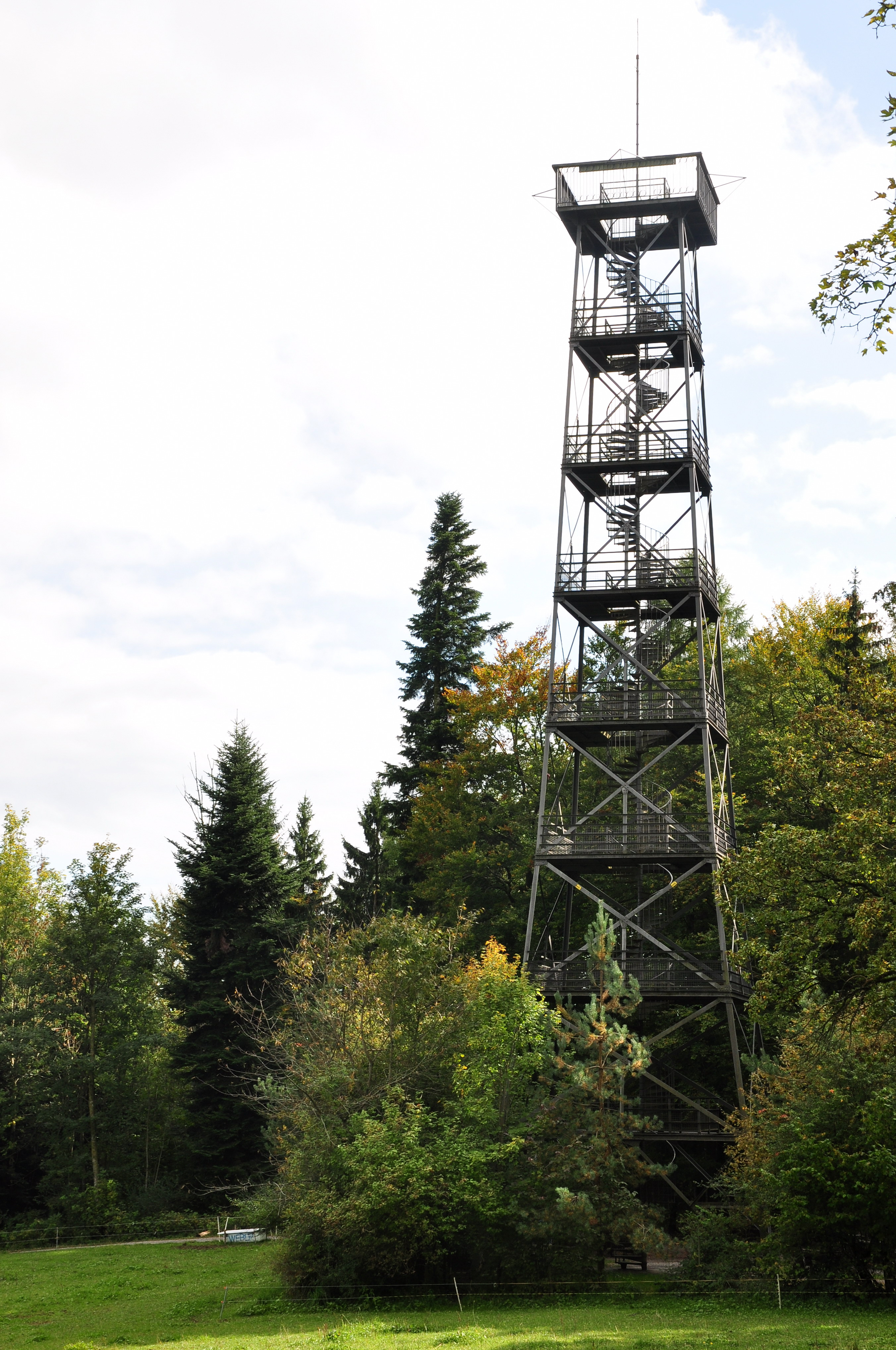
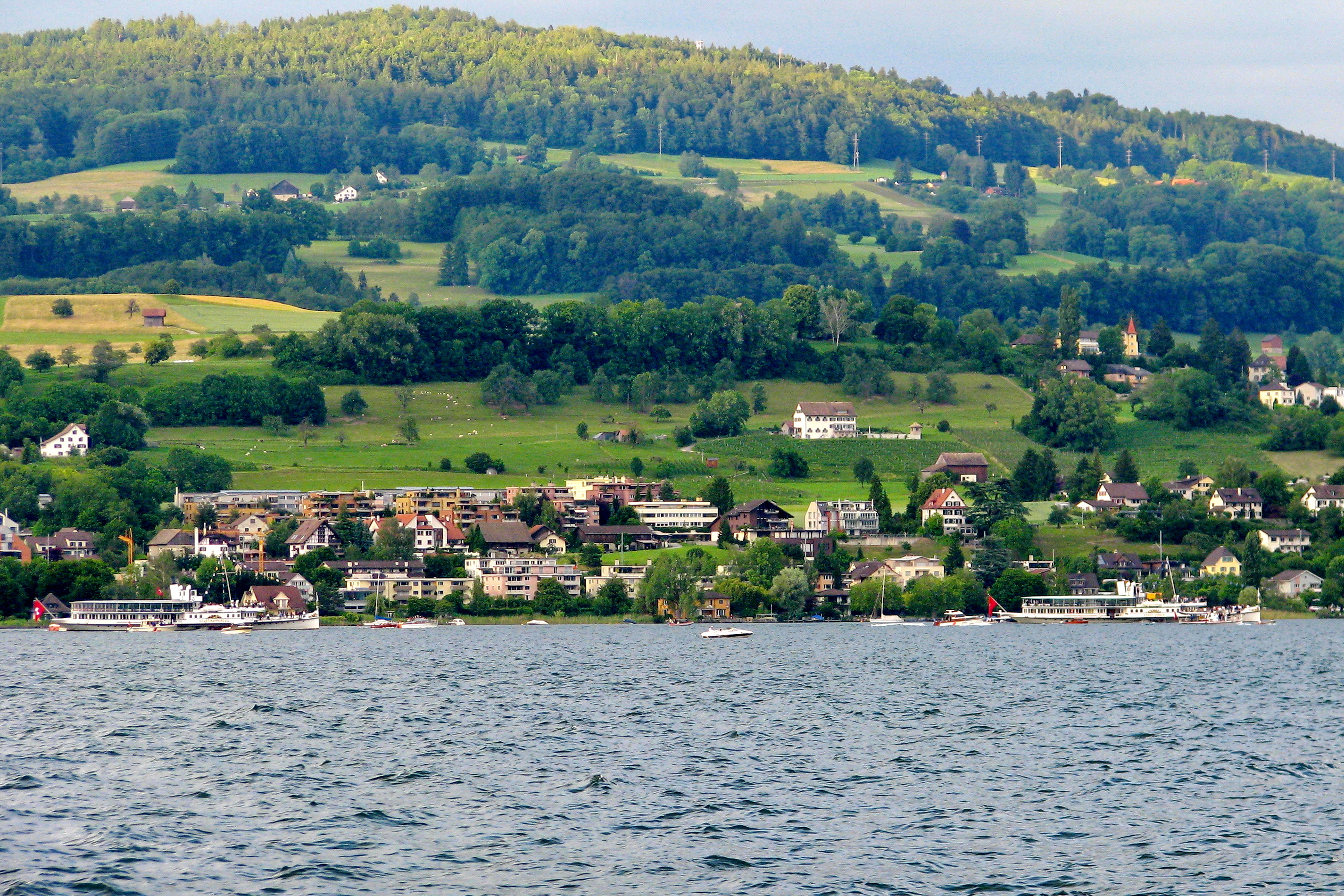
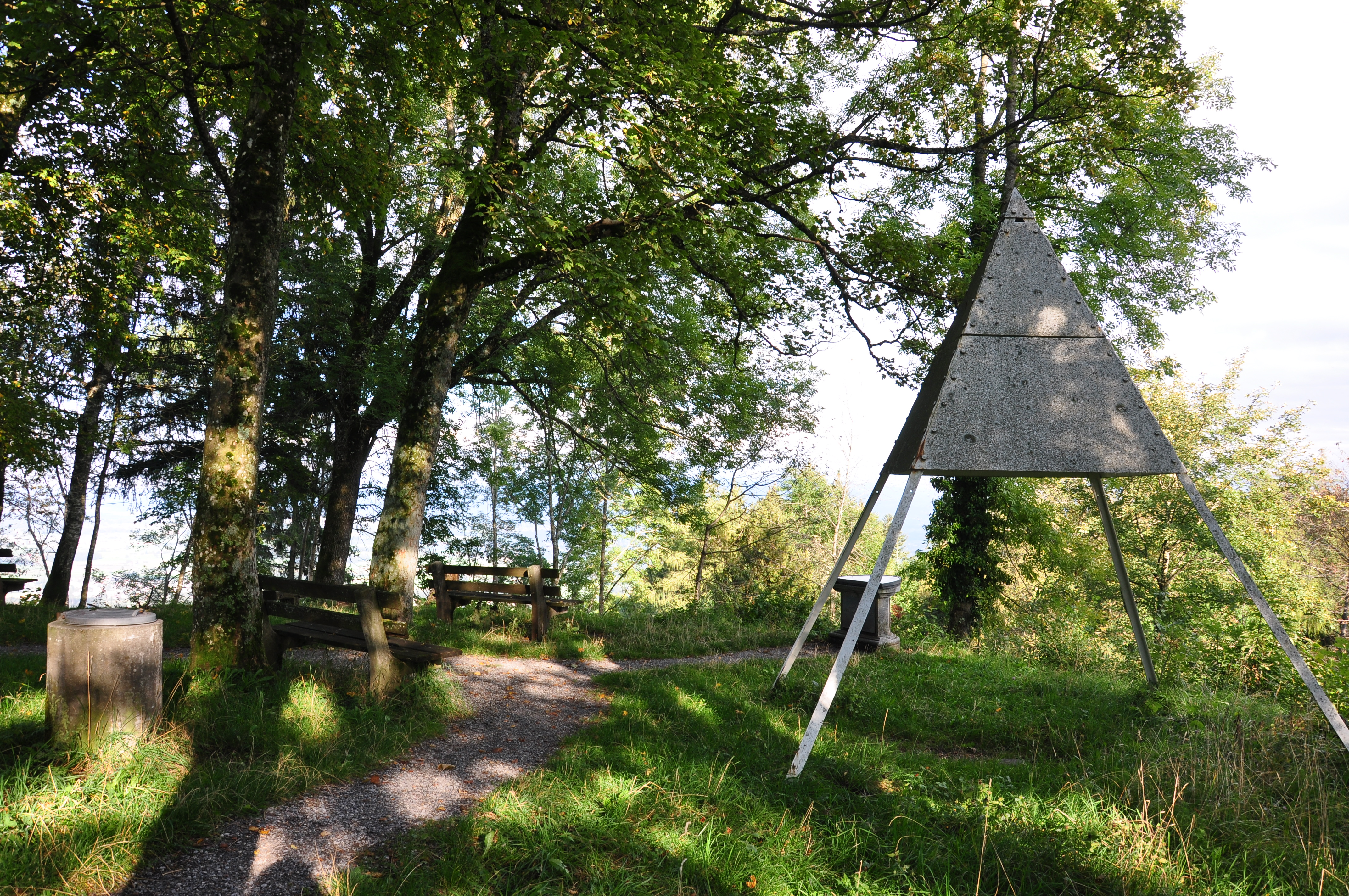
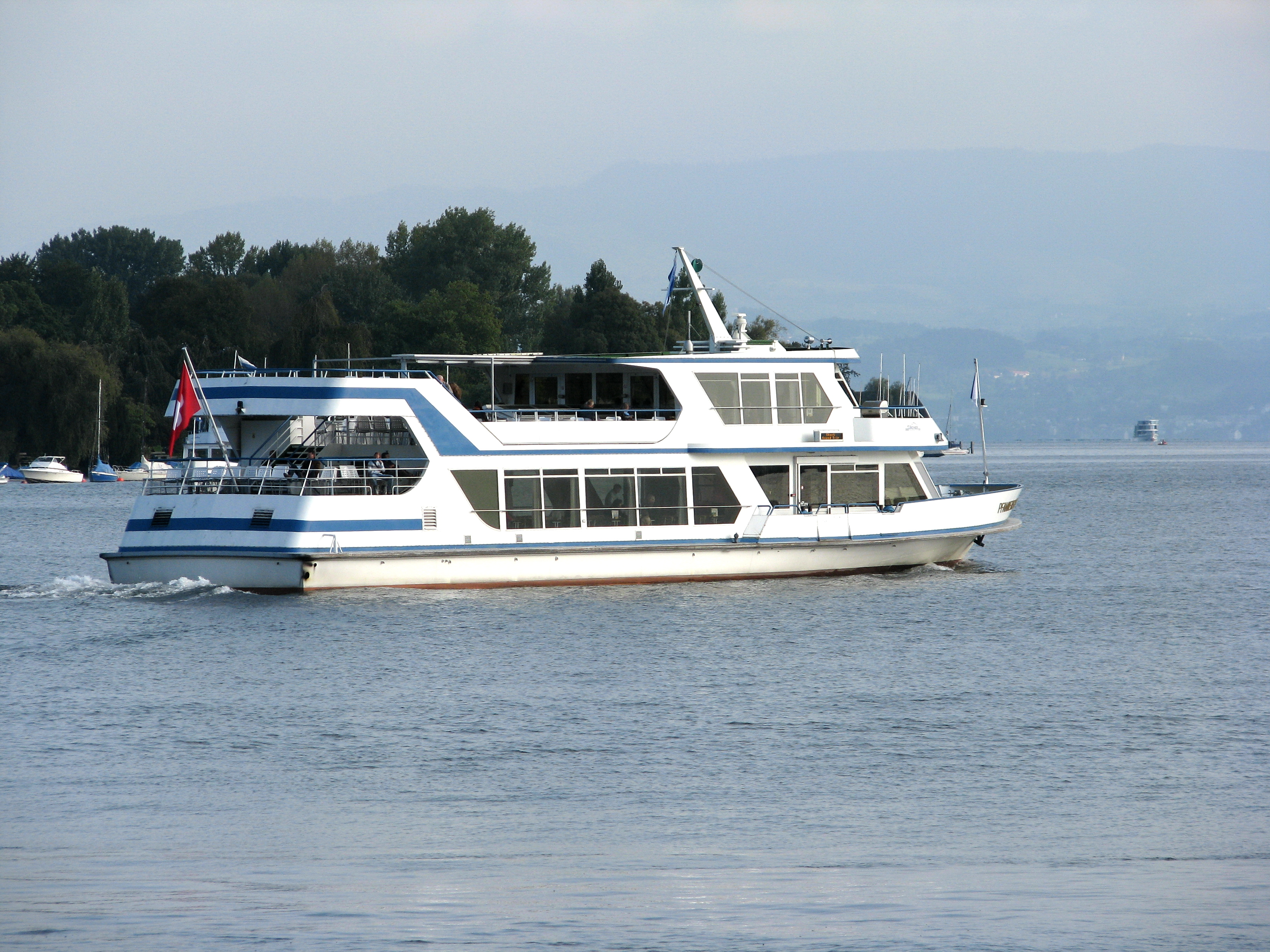
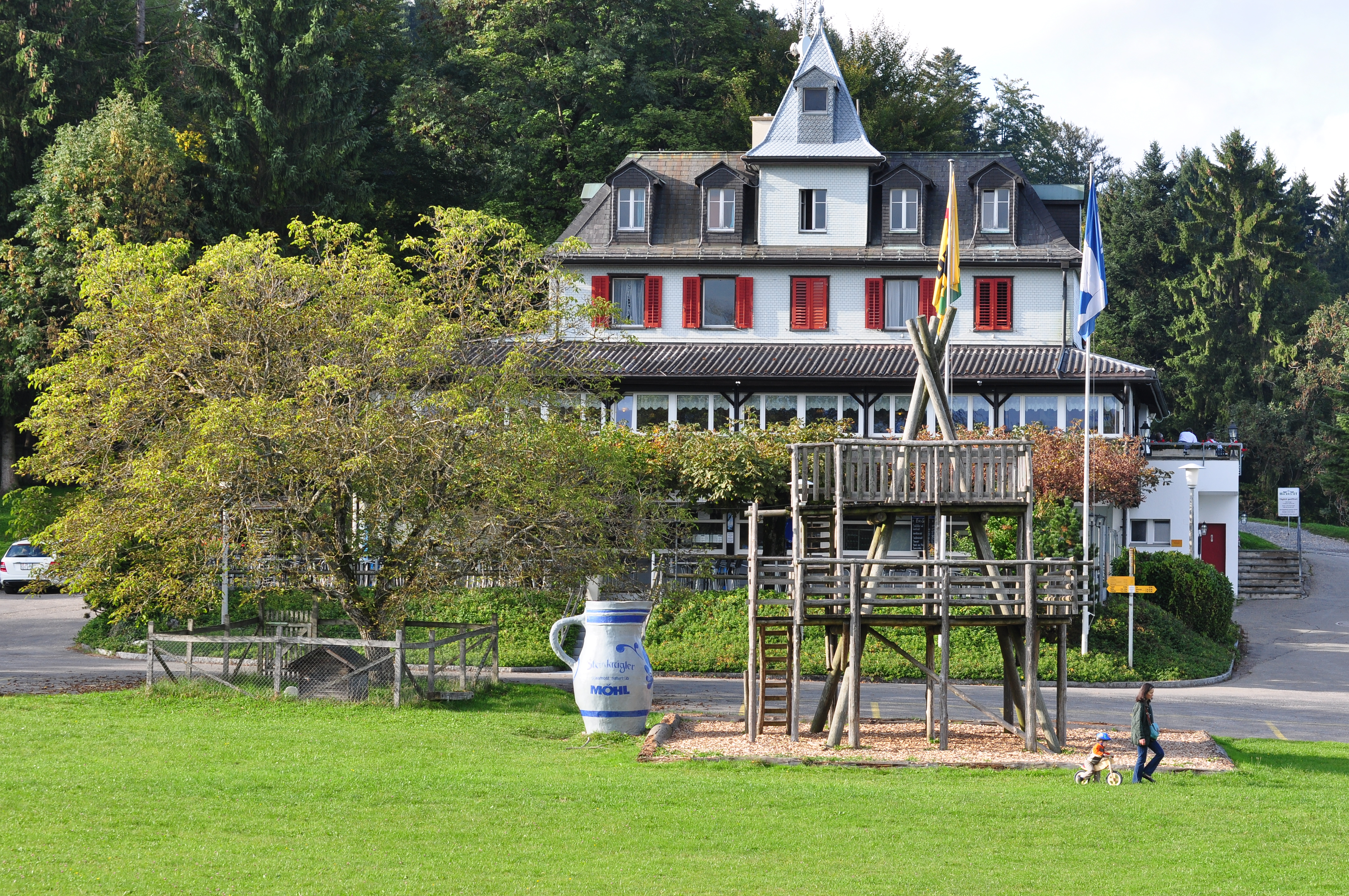